# Más allá de la libertad y la dignidad
Más allá de la libertad y la dignidad es un libro escrito por el psicólogo estadounidense B. F. Skinner y publicado por primera vez en 1971. El libro sostiene que la creencia arraigada en el libre albedrío y la autonomía moral de la persona (que Skinner denomina "dignidad") dificulta la posibilidad de utilizar métodos científicos para modificar el comportamiento con el propósito de construir una sociedad más feliz y mejor organizada.
La obra Más allá de la libertad y la dignidad se puede resumir como un intento de promover la filosofía de Skinner sobre la ciencia y la tecnología de la conducta humana, su concepción del determinismo, y lo que Skinner llama "ingeniería cultural". 

## Estructura
El libro está organizado en nueve capítulos:
- La tecnología de la conducta
- La libertad
- La dignidad
- El castigo
- Alternativas al castigo
- Valores
- La evolución de una cultura
- El diseño de una cultura
- ¿Qué es el hombre?